# Шапошниково (Оренбургская область)
Шапошниково — село в Первомайском районе Оренбургской области, административный центр Шапошниковского сельсовета.

## География
Располагается на расстоянии примерно 31 километр по прямой на юго-запад от районного центра поселка Первомайский.

## История
Основан как хутор в 1862 году (первоначальное название Кузьмин). В годы коллективизации образовались два колхоза: «Красный маяк» и «Колос», но скоро они объединились под общим названием «Красный колос».

## Население
Постоянное население составляло 788 человек в 2002 году (русские 69 %), 603 в 2010 году.